# Quercusia longicauda
Quercusia longicauda är en fjärilsart som beskrevs av Riley 1921. Quercusia longicauda ingår i släktet Quercusia och familjen juvelvingar. Inga underarter finns listade.